# Tjabel Ras
Tjabel Ras (2 oktober 1935) is een voormalige Nederlandse atleet, die was gespecialiseerd in het snelwandelen.
Ras werd diverse malen Nederlands kampioen op de 20.000 m snelwandelen en de 3000 m snelwandelen indoor. Hij kwam uit voor RWV en PAC.

## Nederlandse kampioenschappen
Outdoor
| Onderdeel             | Jaar                                                                   |
| --------------------- | ---------------------------------------------------------------------- |
| 20.000 m snelwandelen | 1967, 1968, 1969, 1970, 1971, 1972, 1973, 1974, 1976, 1977, 1978, 1980 |

Indoor
| Onderdeel           | Jaar                         |
| ------------------- | ---------------------------- |
| 3000 m snelwandelen | 1972, 1973, 1976, 1977, 1978 |

## Persoonlijke records
Baan
| Onderdeel             | Prestatie         | Datum             | Plaats    |
| --------------------- | ----------------- | ----------------- | --------- |
| 5000 m snelwandelen   | 22.50,2           | 8 juni 1976       | Rotterdam |
| 10.000 m snelwandelen | 46.21,0           | 17 oktober 1976   | Rotterdam |
| 20.000 m snelwandelen | 1:38.02,4         | 22 september 1973 | Brussel   |
| 30.000 m snelwandelen | 2:32.06,4 (ex-NR) | 4 augustus 1976   | Rotterdam |
| 1 uur snelwandelen    | 12.854 m          | 17 oktober 1976   | Rotterdam |
| 2 uur snelwandelen    | 24.243 m (ex-NR)  | 4 augustus 1976   | Rotterdam |

Weg
| Onderdeel          | Prestatie       | Datum             | Plaats    |
| ------------------ | --------------- | ----------------- | --------- |
| 5 km snelwandelen  | 23.20           | 5 juni 1974       | Baarn     |
| 10 km snelwandelen | 47.31           | 23 november 1975  | Rotterdam |
| 20 km snelwandelen | 1:36.42 (ex-NR) | 24 oktober 1976   | Rotterdam |
| 30 km snelwandelen | 2:37.38         | 28 augustus 1976  | Sdr.Omme  |
| 50 km snelwandelen | 5:06.30         | 20 september 1964 | Rotterdam |
| 1 uur snelwandelen | 12.158 m        | 23 maart 1980     | Rotterdam |

## Onderscheidingen
- Rotterdams sportman van het jaar - 1980